# حارة الصنادقية
حارة الصنادقية تبدأ من ناحية شارع المعز لدين الله الفاطمي، بمحل قديم للعطارة، كانت أحد أهم أسواق منطقة الأزهر.
كما تعد السوق الأهم لتجارة الكراسات والكشاكيل ومستلزمات المدارس.

## التسمية
كانت سوقا لصناعة وبيع الصناديق الخاصة بالعروس. وهي من أشهر الأسواق القديمة أيضا في بيع البخور والتوابل والعطور. كما اشتهرت قديمًا بتجارة المسلى الدسم الذي يخزن في براميل كبيرة ويتم بيعه للناس في أكياس باستخدام أكواز صفيحية، إضافة إلى التجارة الرئيسية بها حتى الآن.
وتحديدا أخذت اسمها من وكالة كانت مركز عملية التعبئة وصناعة الصناديق.

## المشاكل
منذ 2005م تعيش مأساة بدأت مع قرار محافظ القاهرة عبد الرحيم شحاتة بمنع دخول وسائل النقل إلى منطقة الأزهر والحسين، وهو ما أضر بالنشاط التجاري. وقد استبدلوا السيارات بعربات حديدية

## التاريخ
كان الجبرتي يسكن قرب هذا الشارع.